# فدك فاطمية (كويرات)
فدك فاطمیة (بالفارسية: فدک فاطمیه) هي قرية تقع في إيران في Kavirat Rural District.